# Ying Liang
Ying Liang (Shangai, 21 settembre 1977) è un regista e sceneggiatore cinese.

## Biografia
Ha studiato presso il Dipartimento di Regia dell'Università Normale di Pechino. Dopo aver iniziato girando brevi cortometraggi, nel 2005 diresse il suo primo lungometraggio Taking Father Home che ottenne riconoscimenti al TOKYO FILMeX, al San Francisco International Film Festival e al Festival Internazionale del Cinema di Hong Kong, e venne selezionato in più di 30 altri festival cinematografici internazionali.
L'anno successivo il suo secondo lungometraggio, The Other Half, ricevette i Premi speciali della giuria ai festival di Hong Kong e Tokio.
Successivamente con When Night Falls del 2012 ottenne il Pardo d'argento per la miglior regia al Locarno Festival.

## Filmografia
- Taking Father Home (2005)
- The Other Half (2006)
- When Night Falls (2012)

## Premi e riconoscimenti
- 2005 - Premio speciale della giuria al Tokyo Filmex Film Festival per Taking Father Home
- 2006 - SKYY Prize for First Feature al San Francisco International Film Festival per Taking Father Home
- 2006 - Golden Digital Award al Festival Internazionale del Cinema di Hong Kong per Taking Father Home
- 2006 - Premio speciale della giuria Kodak VISION al Tokyo FILMeX per The Other Half
- 2006 - Premio speciale della giuria al Festival Internazionale del Cinema di Singapore per The Other Half
- 2012 - Pardo d'argento per la miglior regia per When Night Falls
- 2016 - Miglior cortometraggio in live action al Golden Horse Film Festival per A Sunny Day